# Kuc Connemara

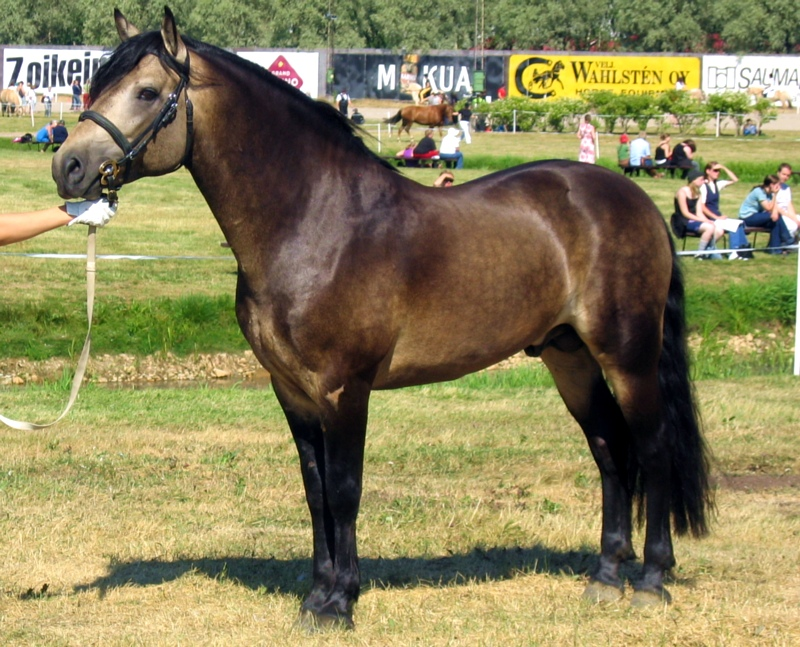
Kuc Connemara – ogier

Kuc Connemara – rasa konia domowego z grupy kuców. Wysokość w kłębie: 135 - 148 cm. Kuce Connemara są kucami wierzchowymi. Nadają się na konkursy skoków, ujeżdżenia. Mogą także ciągnąć lekkie wozy, choć najczęściej są użytkowane jako konie rodzinne.

## Cechy charakterystyczne
Jeszcze dziś można rozpoznać cechy koni, które w przeszłości były krzyżowane z osobnikami innych ras. Connemara ma więc proporcjonalny pokrój po rasach hiszpańskich, wrażliwość araba, siłę zaprzęgowego konia walijskiego, a także coś z ruchów hackneya.

## Budowa, pokrój,eksterier
Kuc Connemara to koń o mocnej i proporcjonalnej budowie. Głowa średniej wielkości o profilu prostym lub garbonosym, szyja dużo dłuższa niż u większości kuców wierzchowych. Connemara ma silny, szeroki grzbiet i lekko ściśnięty zad. Dobrze zarysowane, silne stawy (dzięki nim jest doskonałym skoczkiem) i dobre kopyta.

## Umaszczenie
Akceptowane są wszystkie umaszczenia z wyjątkiem srokatego. Najczęściej spotykane maści to: siwa, kasztanowa, kara i izabelowata. Od kilku lat zauważalny jest przyrost populacji kuców bułanych oraz dereszowatych.

## Charakter, temperament
Duże zdolności przystosowawcze. Zrównoważony temperament, cierpliwość i silne nerwy.

## Historia, pochodzenie
Kuc Connemara pochodzi z zachodniego, nabrzeżnego regionu Irlandii o tej nazwie. Dziś nie ma już naprawdę dzikich koni, ale wciąż wiele osobników dorasta w półdzikich stadach. Kuce zamieszkują chłodne i dżdżyste wybrzeże "zielonej wyspy" - tym warunkom środowiskowym zawdzięczają swoją siłę i wytrzymałość.